# Азербайджано-мексиканские отношения
Азербайджано-мексиканские отношения — двусторонние дипломатические отношения между Азербайджаном и Мексикой в политической, экономической и иных сферах.

## История
В апреле 1982 года президент Гейдар Алиев посетил Мексику в качестве главы советской делегации и встретился с бывшим президентом Мексики Хосе Лопесом Портильо. В то время Алиев являлся всего лишь кандидатом в Политбюро ЦК КПСС.
Мексика признала независимость Азербайджана в декабре 1991 года. 14 января 1992 года обе страны установили дипломатические отношения.
Первоначально дипломатические отношения между обеими странами осуществлялись из соответствующих посольств; посольство Азербайджана в Вашингтоне, округ Колумбия, США и посольство Мексики в Анкаре, Турция.
В 2007 году Азербайджан открыл посольство в Мехико.  Мексика открыла посольство в Баку в 2014 году.
В Конгрессе Мексики действует группа дружбы с Азербайджаном. Председателем группы является Альберто Вийя Вьегас.
В 2011 году Сенат Мексики признал Ходжалинскую резню.
В ознаменование 200-летия независимости Мексики, было разрешено некоторым зарубежным странам реконструировать парки и скверы с памятниками своих стран. Правительство Азербайджана приняло решение разместить памятник бывшему президенту Гейдару Алиеву на главной улице Мехико проспекте Реформы в парке Чапультепек и ещё один памятник в память о массовых убийствах в Ходжалы на площади Пласа Тласкоак.
В ноябре 2012 года отношения между двумя странами достигли рекордно низкого уровня, когда вскоре после открытия статуи бывшего президента Азербайджана Гейдара Алиева, несколько жителей Мехико обвинили местное городское правительство в том, что оно разрешило правительству Азербайджана разместить в городе статую «диктатора». Было предложено, чтобы местное правительство убрало статую и поместило её в другом месте, однако посольство Азербайджана в Мехико выразило протест против этого. Посольство Азербайджана сообщило, что если статуя будет перемещена, «Азербайджан может разорвать дипломатические отношения с Мексикой». Статуя Президента Гейдара Алиева была перенесена в частный дом в городе, и в ответ правительство Азербайджана удержало инвестиции на сумму 3,8 миллиарда долларов США.
В 2014 году делегация мексиканских сенаторов посетила с официальным четырёхдневным визитом Азербайджан во главе с сенатором Габриэлой Куевас Баррон. В ноябре 2017 года два депутата Конгресса Мексики находились с официальным визитом в Армении, являясь членами группы дружбы Мексика — Армения, по приглашению правительства Армении; посетили конфликтную территорию Нагорного Карабаха, оккупированную армянскими силами и расположенную на территории Азербайджана. Их визит не был санкционирован правительством Мексики и вызвал дипломатический конфликт между Азербайджаном и Мексикой.
В декабре 2018 года министр иностранных дел Азербайджана Эльмар Мамедъяров принял участие в инаугурации президента Мексики Андреса Мануэля Лопеса Обрадора.

## Двусторонние соглашения
Обе страны подписали несколько двусторонних соглашений, таких как Соглашение об академическом дипломатическом сотрудничестве между министерством иностранных дел Азербайджана и мексиканским секретариатом иностранных дел (2008 год); Меморандум о взаимопонимании по созданию механизма консультаций по вопросам взаимного интереса (2008 год); Соглашение об освобождении от виз для владельцев дипломатических паспортов (2008); Соглашение о выпуске совместных брендов между почтовыми службами обеих стран (2010 год) и Соглашение о сотрудничестве в области телекоммуникаций, информационных и коммуникационных технологий (2010 год).

## Двусторонние визиты
Азербайджана в Мексику
- Министр иностранных дел Азербайджана Эльмар Мамедъяров (2011, 2012, 2018)
- Заместитель премьер-министра Али Гасанов (2012)

Мексики в Азербайджан
- Заместитель министра иностранных дел Лурдес Аранда Безаури (2008)
- Сенатор Габриэла Куэвас Баррон (2014)

## В области экономики
В 2014 году объём двусторонней торговли между странами составил чуть более 1,5 миллионов долларов США.
В 2017 году товарооборот между двумя странами составил 9,5 млн долларов США. А в 2018 году 28 миллионов долларов США.
В 2018 году двусторонняя торговля между двумя странами составила 10 миллионов долларов США. Азербайджана в основном экспортирует в Мексику: компьютерное оборудование, сборочные товары, модульные схемы, рассечённые зоологические образцы или их собранные пьезоэлектрические части и кристаллы. Мексика в основном экспортирует в Азербайджан: обсадные трубы, солодовое пиво, товары для дома, моторные лодки и трехколесные мотоциклы.

### Товарооборот (тыс. долл)
| Год  | Экспорт Азербайджана | Импорт Азербайджана | Сумма товарооборота |
| ---- | -------------------- | ------------------- | ------------------- |
| 2020 | 202,84               | 50 132,17           | 50 335,01           |
| 2021 | 467,31               | 64 421,51           | 64 888,82           |
| 2022 | 33,49                | 62 987,28           | 63 020,77           |
| 2023 | 297,01               | 53 839,16           | 54 136,17           |